# Сова, Андрей Корнеевич
Андрей Корнеевич Сова (укр. Андрій Корнійович Сова; 30 декабря 1912 — 11 декабря 1994) — советский и украинский киноактёр, артист эстрады, мастер небольших, но запоминающихся острохарактерных ролей, народный артист Украинской ССР (1965).

## Биография
Андрей Корнеевич Сова родился 30 декабря 1912 года в Одессе в рабочей семье. 
После школы окончил Одесское мореходное училище (1930) и был зачислен мотористом I класса на торговое судно «Цюрупа». Ходил в Италию, Испанию, Грецию, Египет, Францию. В свободные от вахты часы матросы собирались послушать любимца команды — остроумного шутника, знатока и рассказчика одесского фольклора Андрея Сову. Овладев морской профессией, он ещё долго искал своё место в жизни.
В 1938 году окончил актёрское отделение Одесского театрального училища. В течение 25 лет снялся в 45 фильмах.
Много выступал на эстраде в разговорном жанре. Зрителям запомнился исполнением юморесок П. Глазового и С. Олейника.
Умер 11 декабря 1994 года в Киеве. Похоронен  на Байковом кладбище в день его ангела — апостола Андрея Первозванного

## Творчество
Его герои — люди весёлые, остроумные, порой немного чудаковатые, но всегда обаятельные, а иногда и смешные (роли бюрократов). Автор книги «Дорога к смеху» (укр. — «Дорога до сміху») (1986).

#### Фильмография
1. 1938 — Старая крепость — Котька Григоренко
2. 1940 — Танкер «Дербент» — матрос Алексеев
3. 1941 — Боевой киносборник № 8 — боец
4. 1941 — Таинственный остров — Джуп, человекообразная обезьяна
5. 1941 — Морской ястреб — рулевой на «Вятке»
6. 1942 — Боевой киносборник № 11 (новелла «Карьера лейтенанта Гоппа») — партизан
7. 1943 — Два бойца — артиллерист
8. 1943 — Пропавший без вести — матрос
9. 1944 — Я — черноморец — боцман
10. 1944 — Малахов курган (в титрах не указан)
11. 1945 — В дальнем плавании — писарь Аксёнов
12. 1946 — Центр нападения — Степан Шувалов
13. 1947 — Голубые дороги — матрос
14. 1950 — В мирные дни — матрос Сучков
15. 1950 — Щедрое лето — гармонист
16. 1952 — Максимка — матрос Свистунов
17. 1953 — Тарапунька и Штепсель под облаками — болельщик
18. 1954 — Командир корабля — мичман Боровенченко
19. 1955 — Тень у пирса — весёлый матрос Василий
20. 1955 — Море зовёт — рыбак Грицко
21. 1956 — Долина синих скал — шофёр Кирюша
22. 1956 — Есть такой парень — инженер-конструктор, коллега Тани Олениной
23. 1956 — Необыкновенное лето — моряк из ночного патруля (нет в титрах)
24. 1957 — Гори, моя звезда — шахтёр у пивного ларька
25. 1958 — Годы молодые — Иван Семёнович, директор дома культуры
26. 1958 — Гроза над полями — эпизод
27. 1958 — Повесть наших дней — Хомич
28. 1958 — Сватанье на Гончаровке — Тимош
29. 1959 — Весёлка — Рындя
30. 1959 — Если любишь…
31. 1960 — Обыкновенная история
32. 1961 — С днём рождения — Будяк
33. 1962 — Ехали мы, ехали… — швейцар
34. 1962 — Королева бензоколонки — Панас Петрович, начальник АЗС
35. 1967 — Цыган — бухгалтер колхоза
36. 1968 — Разведчики — боцман Черняк
37. 1973 — А человек играет на трубе — повар

## Награды
- Орден Трудового Красного Знамени
- Медали
- Звание "Заслуженный артист Украинской ССР" (1960)
- Звание "Народный артист Украинской ССР" (1965)

## Память
- К столетию актёра 5 апреля 2013 года на украинском Первом национальном канале прошла премьера документального фильма «Украинский пересмешник. 100-летию                        А. К. Совы посвящается»
- 6 октября 2017 года в Киеве открыли мемориальную доску Андрею Сове.
- 8 февраля 2024 года в честь А.К. Совы в Одессе, в Пересипском районе, переименовали улицу.